# اکشن فیگور

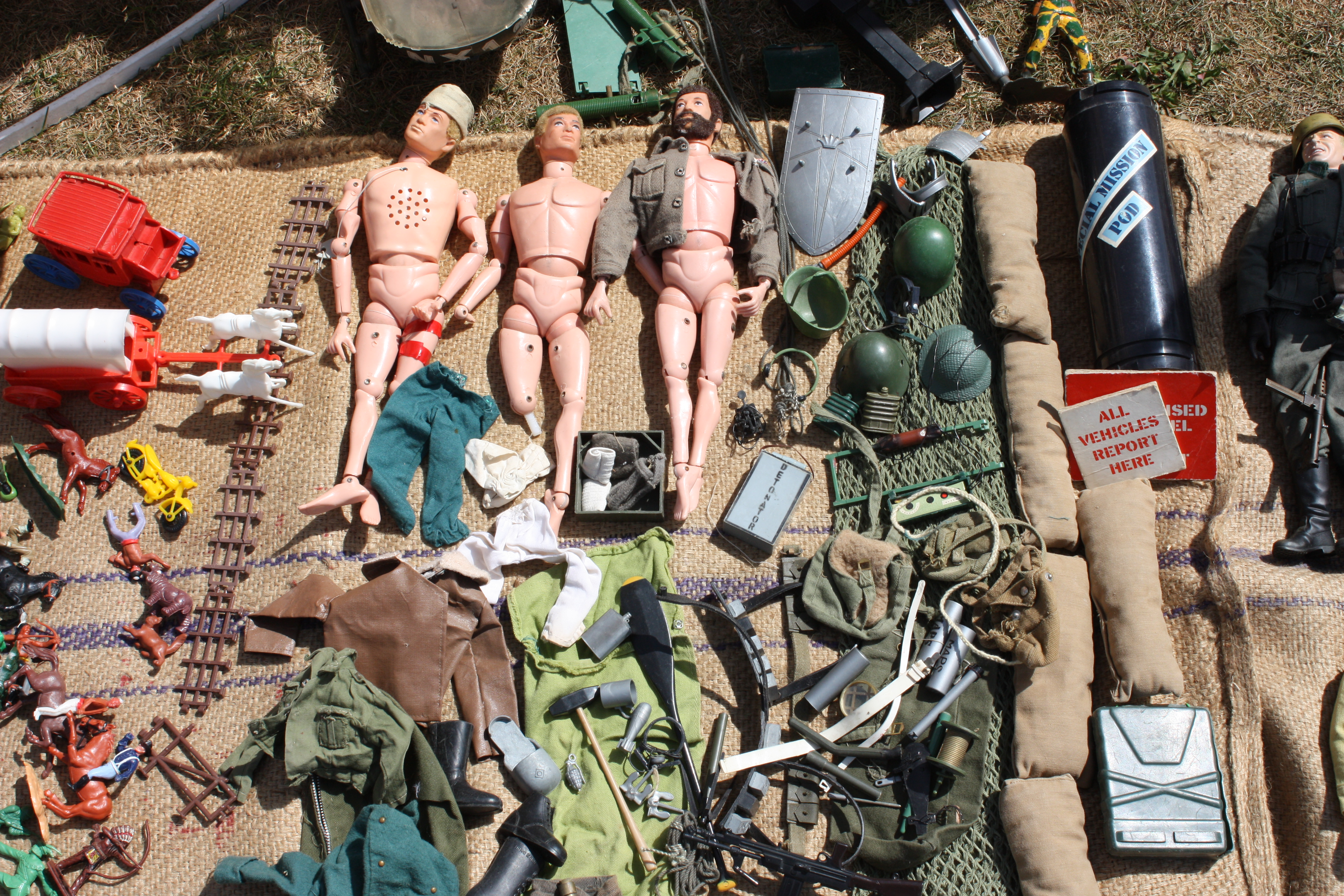
چند نمونه اکشن فیگور که با وسایل و ابزار جانبی خود برهنه شده‌اند. اکشن فیگورهای می‌توانند ابزار و لباس‌های جانبی زیادی داشته باشند.

اکشن فیگور یا آدمک مفصلی (به انگلیسی: Action figure) یک عروسک با شخصیت قابل تنظیم است که معمولاً از پلاستیک ساخته می‌شود و اغلب بر اساس شخصیت‌های یک فیلم، کتاب طنز، نظامی، بازی ویدیویی، انیمه یا برنامه تلویزیونی ساخته می‌شود. اکشن فیگورها برخلاف عموم عروسک‌ها، بیشتر مورد استقبال پسربچه‌ها و بزرگسالان قرار می‌گیرند. اصطلاح اکشن فیگور اولین بار توسط Hasbro در سال ۱۹۶۴ برای بازاریابی GI به پسران ابلاغ شد (در حالی که رقبا نمونه این محصول را عروسکهای پسرانه می‌نامیدند).
براساس یک تحقیق در سوئد، اکشن فیگورهایی که دارای بدنه و شکلی مردانه هستند، عمدتاً بازار فروش برای پسربچه‌ها و پسران را هدف قرار می‌دهند. درحالی که در بازار اکشن فیگورها تگ و دسته‌بندی اسباب بازی دارند، این محصولات عمدتاً توسط کلکسیونرها یا برای جمع‌آوری کلکسیون تهیه می‌شوند. در حالت کلکسیونی اکشن فیگور برای نمایش و حالت دکوری استفاده شده و به عنوان اسباب بازی کودک بازی نمی‌شود.

## تاریخ

### دهه ۱۹۶۰–۱۹۷۰
اصطلاح «اکشن فیگور» برای اولین بار توسط Hasbro در سال ۱۹۶۴ ابداع شد تا چهره جو را برای کودکانی، خصوصاً پسرانی که با عروسک بازی نمی‌کردند، گزینه ای برای خرید قرار دهد. عروسک اصطلاحی است که در درجه اول به عنوان اسباب بازی دختران بشمار می‌رود، از این رو تغییر اسم و صفت کمک بزرگی برای ورود به بازار جدید بود. (یک اسباب بازی مشابه به نام جانی هیرو در سال ۱۹۶۵ توسط شرکت Rosko Industries for Sears معرفی شد، اما به عنوان «عروسک پسر» شناخته شد زیرا این اصطلاح در آن زمان کاربرد گسترده‌ای پیدا نکرده بود). GI جو در ابتدا یک شخصیت ۱۱٫۵ اینچی با مضمون نظامی بود که توسط بازاریابی و ایده‌های اسباب بازی Stan Weston پیشنهاد شد. این عروسک با لباس‌های قابل تعویض و ابزار جانبی متفاوتی به بازار عرضه شد.
هاسبرو در تلاش برای عمومی کردن اصطلاح اکشن فیگور، و ورود به سایر بازارها اقدام به ارائه گواهی استفاده از این نام برای سایر کمپانی‌ها در سایر کشورها کرد. این مجوزهای همانند محصولات هاسبرو در آمریکا، دارای لوازم و لباس‌های جانبی متفاوتی بودند که هویت کلی اکشن فیگور را در سطح جهانی حفظ می‌کردند، حتی هاسبرو اقدام به ارائه مجوز برای استفاده از لباس‌های محلی در بعضی نواحی کرد. ژاپنی‌ها حداقل دو نمونه عروسک محلی داشتند که در آن مجوز Hasbro همچنین مجوزهای صادراتی را برای محصولات مرتبط صادر کرد. به عنوان مثال، Palitoy (در انگلستان) برای شرکت Tsukuda، یک شرکت در ژاپن، یک مجوز افزوده صادر کرد تا بتواند لوازم جانبی Palitoy Action Man را در بازار ژاپن تولید و بفروشد. تاکارا همچنین برای ساختن چهره‌های اقدام به صدور مجوز به Medicom صادر کرد.

### ۲۰۰۰ به بعد
بازار اکشن فیگورها برای بزرگسالان که عمدتاً به عنوان کلکسیونر شناخته می‌شدند در قرن ۲۱ افزایش یافت، کمپانی‌هایی مانند McFarlane Toys , Palisades و NECA با عرضه محصولات متنوع مسبب این کار شدند. این کمپانی‌ها اولین شخصیت‌های بسیار دقیق و با جزئیات بالا از چهره‌های موسیقی، سلبریتی‌های سینما و تلویزیون و ورزشکاران را ارائه داده‌اند. این نوع از شکل‌های اکشن عمدتاً به عنوان نمایشگرهای تندیس به جای اسباب بازی‌ها در نظر گرفته می‌شدند. حتی سری و مجموعه‌های کودک گرا مانند کارشناسی ارشد از احیای جهان و لیگ عدالت نامحدود، که عمدتاً محصولاتی برای کودکان هستند هم به تولید و عرضه محصولات کلکسیونی برای بزرگسالان روی آوردند. شرکت‌های کمیک بوک همچنین بدون توجه به اینکه در فیلم‌ها یا کارتون‌های انیمیشن ظاهر شده‌اند، قادر به دریافت چهره ای از شخصیت‌های خود هستند. نمونه‌هایی از شرکت‌هایی که چهره‌های طنز و کالاهای تجاری را تولید می‌کنند تقریباً به‌طور انحصاری شامل Toy Biz و DC Direct هستند.

## تولید

### مواد خام
از مدل‌سازی رس و ابزارهای مختلف مجسمه‌سازی برای ایجاد نمونه اولیه استفاده می‌شود. اکشن فیگورهای واقعی از جنس آکریلونیتریل بوتادین استایرن (ABS) تهیه می‌شوند. پلاستیک‌های نرم و نایلون ممکن است برای اجزای لباس از جمله لباس بدن، شنل و ماسک صورت استفاده شود. برای تزئین شکل ممکن است از رنگهای اکریلیک با رنگهای مختلف استفاده شود. اسباب بازی‌ها با جزئیات دقیقتر مکن است حاوی قطعات الکترونیکی مینیاتوری باشد که جلوه‌های نور و صدا را فراهم می‌کند نمونه این اسباب بازی می‌تواند اسباب بازی وودی از داستان اسباب بازی‌ها باشد که در فروشگاه اسباب بازی طرفداران زیادی دارد.
به‌طور کلی اکشن فیگورها از متریال و مواد خام اولیه قابل انعطاف ساخته می‌شوند تا بیشترین حس واقعی بودن را به مخاط عرضه کنند. از طرف دیگر این متریال باید بتواند به مرور زمان شکل و خاصیت خود را حفظ کند، رنگ‌ها باید با ثبات بوده و حرکت مفصل‌ها بدون مشکل انجام شود. کمپانی‌ها حداکثر تلاش خود را در جهت افزایش کیفیت این موارد انجام می‌دهند.

### طرح‌ها

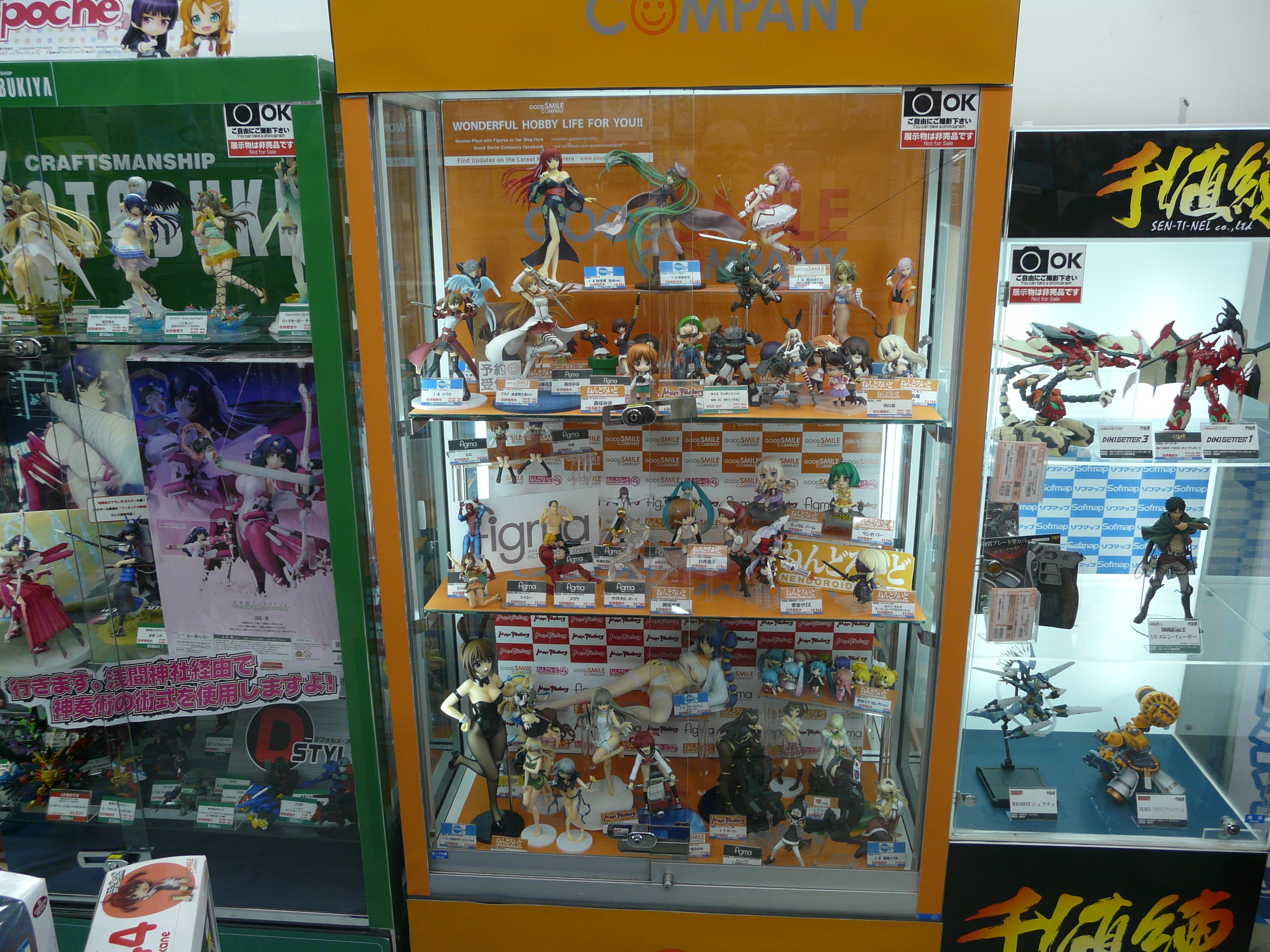
نمایش عروسک‌های انیمه‌های ژاپنی و مانگا چهره‌های اکشن فیگور در ویترین یک فروشگاه اسباب بازی

پس از انتخاب شخصیت، روند طراحی واقعی با طرح‌هایی از شخصیت واقعی و جزئیات او شروع می‌شود. مرحله بعد از طراحی اولیه، ایجاد یک نمونه آزمایشی از رس است، در این مرحله ممکن است از مواد دیگری مانند موم نیز برای نمونه اولیه استفاده کرد. این مدل با خم شدن سیم‌های آلومینیومی ساخته شده‌است تا ستون فقرات اکشن فیگور را شکل دهد، که به عنوان آرماتور شناخته می‌شود. فرم سیم شامل نمای کلی بازوها و پاها است که در موضع عمومی مطرح می‌شود که شکل آن را حفظ می‌کند. سپس مجسمه‌ساز رس را به آرماتور اضافه می‌کند تا وزن و شکل اصلی مورد نظر خود را بگیرد. برای سخت شدن و آماده شدن فیگور، آنرا می‌پزند تا گل رس شکل کاملی به خود بگیرد. سپس مجسمه‌ساز از ابزارهای مختلفی مانند حلقه سیم برای حک کردن رس و شکل‌دادن جزئیات روی شکل استفاده می‌کند.
نمونه اولیه اسباب بازی جهت تأیید به تولیدکننده ارسال می‌شود. پس از نهایی شدن تمام جزئیات طراحی، از نمونه اولیه برای ساخت قالبهایی استفاده می‌شود که قطعات پلاستیکی را برای تولید انبوه شکل می‌دهن. بسته به مهارت و سرعت مجسمه‌ساز ممکن است کل مراحل مجسمه‌سازی حدود دو هفته طول بکشد. در مواردی اگر قرار باشد اصلاحاتی در شکل انجام شود، این روند ممکن است چندین بار و در طول زمان طولانی انجام شود. این عمل در زمان‌های طولانی چندماهه هم امکان انجام شدن دارد.

### انواع بسته‌بندی
تولیدکنندگان محصولات اکشن فیگور خود را به روش‌های متفاوتی بسته‌بندی می‌کنند.
بسته‌بندی پنجره‌ای این بسته‌ها عموماً جعبه‌های مقوایی هستند که دارای پنجره تلقی بوده که مشاهده اکشن فیگور را راحت می‌کند. جعبه دارای آثار هنری رنگارنگ برای جلب توجه شخص است. قسمت جلوی جعبه یک قسمت از مقوا خواهد بود که بریده شده‌است و با یک طلق پلاستیکی شفاف پوشانده شده‌است. این امر باعث می‌شود دید آسان از عمل در داخل جعبه تضمین شود و در فروشگاه اسباب بازی مورد استقبال قرار می‌گیرد. این نوع بسته‌بندی در اوایل دهه ۱۹۷۰ توسط کمپانی‌هایی نظیر شرکت Mego مورد استفاده قرار گرفت تا اینکه به سبک بسته‌بندی Carded Bubble در اواسط تا اواخر دهه ۱۹۷۰ تغییر دادند. بسته‌بندی پنجره‌ای هنوز هم مورد توجه و استقبال است، در مورد اکشن فیگورها این مورد اغلب برای چهره‌هایی که اندازه آن ۱۰ "یا قد بلندتر است استفاده می‌گیرد.
بسته‌بندی کارتی این نوع بسته‌بندی شامل یک تکه محکم از مقوایی نازک است که به «کارت» معروف است. این کارت برای جلب توجه مشتری با آثار هنری رنگارنگ تزئین می‌شود. اکشن فیگور روی کارت قرار می‌گیرد و بوسیله پلاستیک و بگ پوشانده شده یا صرفاً با بست‌های پلاستیکی محکم به بدنه بسته‌بندی می‌چسبد. اغلب این بسته‌بندی‌ها دارای چندین محفظه کوچک و مناسب برای نگه داشتن شکل و لوازم جانبی آن هستند. بسته‌بندی کنر و هاسبرو از چهره‌های اکشن جنگ ستارگان از سال ۱۹۷۷ نمونه ای از این محصول است.
بسته‌بندی PVC نوع بسته‌بندی جدیدی که از دهه ۲۰۰۰ میلادی رایج است، بسته‌بندی PVC است. این نوع از بسته‌بندی که بیشتر برای جلوگیری از سرقت طراحی شد، تکه‌های مختلفی از پلاستیک PVC است که به صورت پرس شده اکشن فیگور و تمام لوازم جانبی آن را در خود جای داده‌است. هر اثر هنری رنگی که برای کمک به جلب توجه بسته‌بندی شده باشد، روی یک کاغذ نازک چاپ می‌شود که بین این دو قطعه PVC قرار داده شده‌است، یا به شکل برچسب در قسمت جلوی PVC قرار خواهد گرفت. این نوع بسته‌بندی‌ها امروزه محبوبیت خاصی دارند و می‌توان مشاهده کرد که توسط اسباب بازی‌های مک فارلین برای فیلم‌های Maniacs فیلم خود که از سری V شروع می‌شود استفاده شده‌است. سایر شرکت‌ها هم از این بسته‌بندی استفاده می‌کنند. یکی از معایب این بسته‌بندی بازشدن سخت محصول است، اما برای فروشگاه اسباب بازی این بسته‌بندی موجب می‌شود تا آسیب‌ها به محصول کمتر شده و نرخ دزدی پایین بیاید.
بسته‌بندی لوله یکی دیگر از انواع اخیر بسته‌بندی PVC یک قطعه لوله ای از پلاستیک PVC است که در اطراف شکل عمل قرار دارد. لوله ممکن است استوانه ای یا بیضی شکل باشد. در این مورد شما صرفاً از روی نوشته‌های روی بسته‌بندی و استیکرها و شکل کلی چاپ شده خواهید توانست نوع اکشن فیگور را تشخیص دهید. این نوع بسته‌بندی هم توسط Hasbro برای خط چهره‌های Star Wars Galactic Heroes استفاده شده‌است.